# Plutos måner
Dværgplaneten Pluto har pr. 2012 fem kendte måner. Den største, Charon (opdaget i 1978), er omtrent halvt så stor (målt på diameteren) som Pluto selv; dette er rekord inden for vores solsystem, i og med at ingen anden måne er så stor i forhold til den planet, månen kredser om.
I 2005 fandt man ved hjælp af Hubble-teleskopet endnu to måner, Hydra og Nix, som begge er meget mindre end Charon. I 2011 fandt man Kerberos. I 2012 fandt man igen ved hjælp af Hubble-teleskopet endnu en måne, som har fået navnet Styx.
Man regner med at månerne blev dannet ved en kollision for ca. 4 milliarder år siden. 

## Oversigt
Tabellen til højre giver en oversigt over månerne og nogle af deres karakteristika. De er sorteret efter stigende afstand til Pluto, og dermed også efter stigende omløbstider — se desuden kategorien "Plutos måner".
Alle fire måner synes at have en banehældning meget nær nul, dvs. de kredser alle i eller nær ved Plutos ækvatorplan.